# 窦正宝
窦正宝（1965年5月—），云南南华人，汉族，中国共产党党员。中华人民共和国政治人物、第十三届全国人民代表大会云南省代表。

## 生平
2018年，窦正宝被选为云南省出席第十三届全国人民代表大会代表。